# نوردهوملینگ
نوردهوملینگ (به آلمانی: Samtgemeinde Nordhümmling) یک منطقهٔ مسکونی در آلمان است که در امسلاند واقع شده‌است. نوردهوملینگ  ۱۲٬۱۴۹ نفر جمعیت دارد.